# Henryk Tomaszewski
Pour l’article homonyme, voir Henryk Tomaszewski (graphiste).

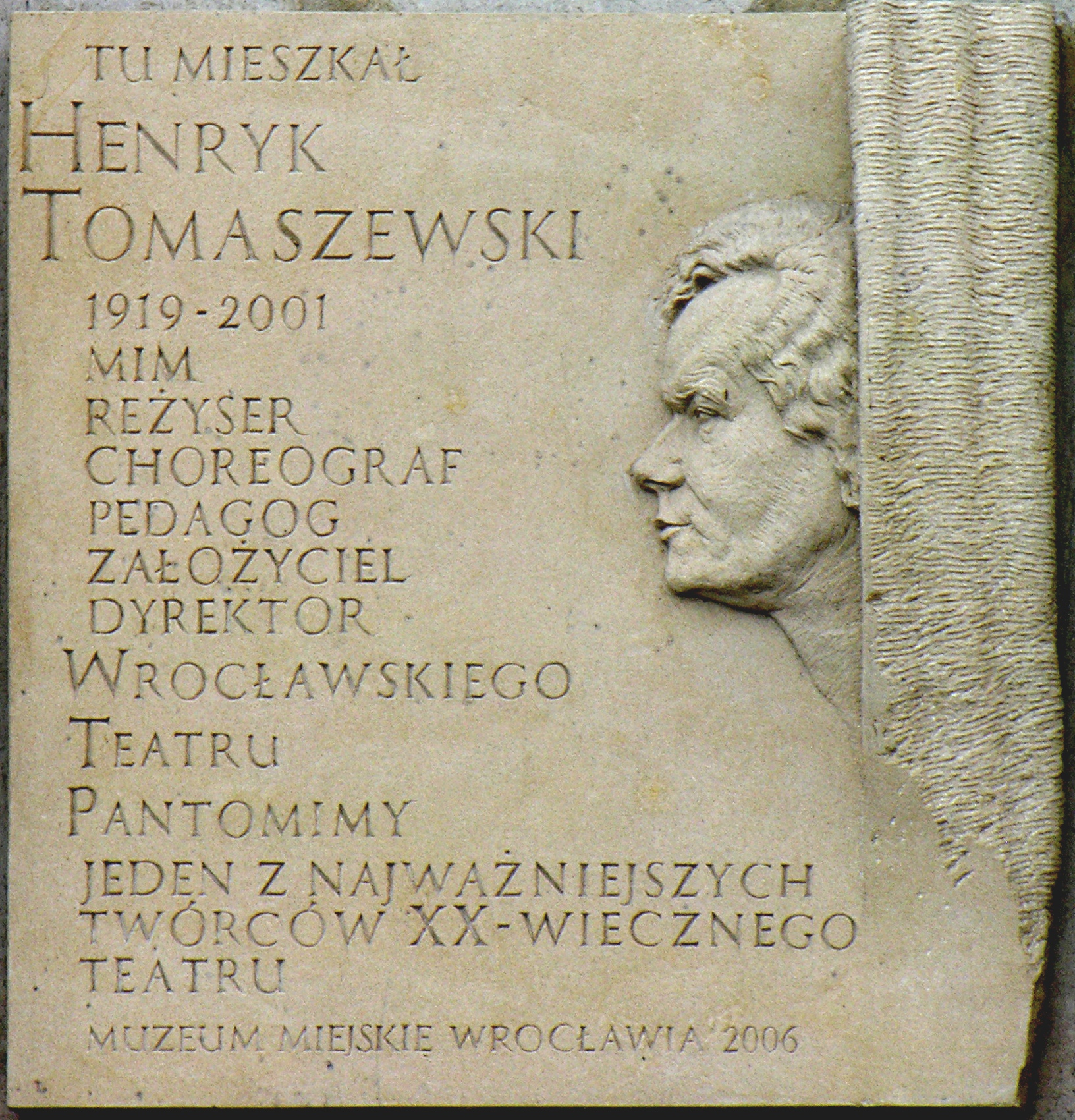
Plaque commémorative à Wrocław

Henryk Tomaszewski, alias Heinrich Karl Koenig (20 novembre 1919 - 23 septembre 2001) est un comédien, mime et directeur de théâtre, né à Poznań, en Pologne.

## Biographie
Il s'installa à Cracovie en 1945 pour étudier le théâtre après la fin de la Seconde Guerre mondiale. Il fut élève de l'Iwo Gall Theatre Studio de 1945 à 1947 et apprit la danse avec Feliks Parnell. Tomaszewski quitta la troupe de Parnell en 1949 et retourna s'installer à Wrocław, où il enseigna la danse classique et commença à développer son idée du mime.
En 1956, le Studio de mime Tomaszewski présenta son premier spectacle au Théâtre Polski de Wrocław. En 1958, le Studio de mime prit le nom de Théâtre de mime de Wroclaw et acquit le statut de théâtre d'État en 1959. Tomaszewski cessa de jouer au milieu des années 1960, mais continua à entraîner la compagnie, à mettre en scène et à chorégraphier toutes ses productions.
Sa conception de la technique du mime est moderne dans le même sens que celles d'Étienne Decroux ou de Jacques Lecoq, mais alors que ceux-ci, et toute la tradition française du mime, proviennent du théâtre, Tomaszewski vient de la danse. Il en résulte une technique corporelle plus exigeante et un système de représentation davantage centré sur l'identification du corps à l'objet que sur les émotions ou le rapport du sujet à l'objet. En particulier cette technique est très peu influencée par la commedia dell'arte, comme l'est celle de Lecoq.
La tradition du mime polonais d'Henryk Tomaszewski s'est prolongée en France dans le travail d'Ella Jaroszewicz, première enseignante de mime à l'école de danse de l'Opéra de Paris, professeur de danse et d'acrobatie à l'école de Marcel Marceau, puis fondatrice du Studio Magenia, académie européenne de théâtre corporel. À travers elle, cette tradition s'est transmise à nombreux artistes, parmi lesquels Hugues Hollenstein (compagnie L'Escale), Yasmine Piletta (professeur de mime à l'école du Ballet de l'Opéra national de Paris), Olivier Balzarini, Gégory Féra, Émilien Gobard (compagnie Le Troupeau dans le crâne). Les deux premières promotions de l'école internationale de Mimodrame de Paris Marcel Marceau 1978-1982, au total une quarantaine d'élèves profitèrent de l'enseignement  de deux des meilleurs solistes de la Cie  de Henryk Tomaszewski : Pavel Rouba et Stefan Niedziakowski qui enseignèrent dans cette école.
Le 27 novembre 2019, l'Institut polonais de Paris a organisé une soirée d'hommage à l'occasion du 100e anniversaire de la naissance d'Henryk Tomaszewski avec la projection d'un film documentaire de Tadeusz Zukowski, Henryk Tomaszewski : à la recherche de Euridice (1999, inédit en France), suivie d'une rencontre avec Ella Jaroszewicz.